# مدال دفاع از قفقاز
مدال دفاع از قفقاز (به روسی: Медаль За оборону Кавказа) یک مدال جنگی اتحاد جماهیر شوروی سوسیالیستی در جنگ جهانی دوم که در ۱ مه ۱۹۴۴ بنا شده‌است و برای مدافعان نظامی و غیرنظامی قفقاز در طول نبرد قفقاز که در برابر نیروهای آلمان نازی مقابله کردند به وجود آمده‌است.

برخی از دارندگان مدال:
- کلیمنت ووراشیلوف
- گئورگی ژوکوف
- آرام خاچاتوریان
- رودیون مالینوفسکی
- آندری گرچکو